# どらぐら
『どらぐら』（英題：DRAGONS and GRAMPUS）は、1998年4月6日から2008年12月20日までテレビ愛知で放送されたスポーツ情報番組。
この項目では、1995年4月3日から1998年3月29日まで同局で放送された前身番組『ドラゴンズ&グランパスTODAY』および『ドラグラサンデー』についても触れる。

## 概要
毎回中日ドラゴンズと名古屋グランパスエイト両チームの所属選手たちを取り上げていた番組で、番組前半でグランパスの選手を、後半でドラゴンズの選手を特集するのがこの番組の基本構成だった。内容は各回で特集する選手1人1人への密着取材VTRとインタビューVTRが中心で、かつて存在していた番組公式サイトには取材した選手たちへのインタビューが全て掲載されていた。

## 番組史
1995年4月、番組は『ドラゴンズ&グランパスTODAY』と題してスタート。この当時は平日深夜の帯番組として放送されていたが、番組はわずか半年で打ち切られた。その後は半年間のブランクがあったが、1996年4月に『ドラグラサンデー』と題して日曜午前枠で復活。以来、番組は週に1回のペースで放送されるようになった。1998年4月に月曜深夜枠へ移動した後は、2007年4月以降のタイトルと同じ『どらぐら』の題で3年9か月間にわたって放送された。
同タイトルでの放送を終了した後は再び放送休止状態に入っていたが、2003年4月に『竜鯱2』（ドラグラデュー）と題して2度目の復活を果たした。また、放送再開から3年間は日曜深夜枠で放送されていたが、2006年4月以降は土曜午前枠で放送されるようになった。同タイトルでの放送期間中、同枠で『ようこそ親学』などの期間限定番組を放送するため、2006年のシーズン終了から2007年1月まで一時放送を中断していたことがある。
2007年4月からはタイトルが再び『どらぐら』に差し戻されたほか、放送時間も10分と短くなった。同時に、オープニングとエンディングの映像もクレイアニメを使用したものに変更されたが、その後も続けてドラゴンズ・グランパス両チームの所属選手たちへのインタビューを行うなど、放送内容そのものはあまり大きくは変わらなかった。
しかし、番組は2008年12月20日放送分をもって4度目の放送休止状態に入った。同日放送分のテロップで2009年2月頃から放送を再開することをアナウンスし、以後は『ハヤルンダモン宮殿』の放送枠を一時拡大することで間を繋いでいたが、期日を過ぎても放送は再開しなかった。そして、同年4月からは同枠で野球・サッカー以外のスポーツも取材対象にした新番組『スポーツに夢中!!ユメスポ』がスタートし、番組はそのまま終了する形になった。

## 放送時間
いずれもJST。

### ドラゴンズ&グランパスTODAY
- 月曜 - 金曜 24:35 - 24:50 （1995年4月 - 1995年9月） - この時期のみ帯番組として放送。

### ドラグラサンデー
- 日曜 09:00 - 09:30 （1996年4月 - 1998年3月） - この時期のみ30分番組として放送。

### どらぐら（月曜深夜時代）
- 月曜 24:45 - 25:00 （1998年4月 - 2001年12月）

### 竜鯱2
- 日曜 24:55 - 25:10 （2003年4月 - 2005年3月）
- 日曜 25:22 - 25:37 （2005年4月 - 2006年4月）
- 土曜 09:30 - 09:45 （2006年4月 - 2007年3月） - 土曜午前枠へ移動。途中、放送を休止していた時期あり。

### どらぐら（土曜午前時代）
- 土曜 09:50 - 10:00 （2007年4月 - 2008年12月） - 改題とともに放送枠が5分縮小。

## 出演者
- 桐生順子 - 『ドラゴンズ&グランパスTODAY』に出演。
- 小山真理（当時テレビ愛知アナウンサー） - 『ドラグラサンデー』に出演。
- 中本克樹（テレビ愛知アナウンサー） - 月曜深夜時代の『どらぐら』に出演。
- 高木大介（テレビ愛知アナウンサー） - 『竜鯱2』から土曜午前時代の『どらぐら』まで出演。
- 中山美香（当時テレビ愛知アナウンサー） - 『竜鯱2』に出演。
- 改野由佳（当時テレビ愛知アナウンサー） - 土曜午前時代の『どらぐら』に出演。
- 森山泰行（当時FC岐阜所属選手） - 土曜午前時代の『どらぐら』に出演。所属チームがJ2参入を控えていたことから、選手活動に専念するために2008年1月いっぱいで番組を卒業した。
- ほか、ドラゴンズの選手を特集する回では、稲葉光雄（テレビ愛知プロ野球解説者）や川崎憲次郎（テレビ東京プロ野球解説者）らがインタビュアーとして出演することがあった。